# يوجين باربو
يوجين باربو (بالرومانية: Eugen Barbu)‏ هو كاتب سيناريو وصحفي وكاتب وسياسي روماني، ولد في 20 فبراير 1924 في بوخارست في رومانيا، وتوفي بنفس المكان في 7 سبتمبر 1993. حزبياً، نشط في الحزب الشيوعي الروماني. وقد انتخب عضو مجلس النواب في رومانيا.

## روابط خارجية
- يوجين باربو على موقع IMDb (الإنجليزية)
- يوجين باربو على موقع ميوزك برينز (الإنجليزية)
- يوجين باربو على موقع ديسكوغز (الإنجليزية)
- يوجين باربو على موقع قاعدة بيانات الفيلم (الإنجليزية)